# 950-talet f.Kr.

## Händelser
- 959 f.Kr. – Psusennes II efterträder Siamun som farao av Egypten.
- 952 f.Kr. – Kungen av Aten, Thersippus, dör efter 41 års regering och efterträds av sin son Phorbas.

## Födda
- 950 f.Kr. – Abdastartus, kung av Tyros.